# كلايد دونكان
كلايد دونكان (بالإنجليزية: Clyde Duncan)‏ هو لاعب كرة قدم أمريكية أمريكي، ولد في 5 فبراير 1961 في Oxon Hill, Maryland ‏ في الولايات المتحدة، وتوفي في 15 فبراير 2015 في فورت واشنطن في الولايات المتحدة.

## وصلات خارجية
- كلايد دونكان على موقع مرجع كرة القدم المحترفة.كوم (الإنجليزية)